# معدل تركيز دعم الشركات
معدل تركيز دعم الشركات (Patronage concentration) هو مصطلح مستخدم في مجال التسويق. ويمثل حصة النفقات التي أنفقها مستهلك واحد في إحدى الصناعات، والتي تُنفق لصالح شركة واحدة. وهو مقدار النفقات التي ينفقها شخصٌ ما في شركةٍ واحدة مقسومًا على مقدار النفقات التي ينفقها هذا الشخص في كل الشركات في الصناعة نفسها.
مقدار النفقات في شركة واحدة 

___________________________________ 

مقدار النفقات في جميع الشركات في الصناعة
في بعض الأحيان، يُطلق على المقدار الذي ينفقه شخص ما في شركة واحدة «عائد العلاقات».
مثلاً: يمكن أن أنفق 1000 دولار في السنة في مطاعم الوجبات السريعة، وإذا أنفقت 100 دولار في مطاعم ويندي، فيكون نصيب مطاعم ويندي (100/1000=10%) عشرة بالمئة من دعمي. وطالما لم تتجاوز النفقات في شركة واحدة النفقات الإجمالية في جميع الشركات في الصناعة، فإن المستهلك حينها يدعم أكثر من شركة، وسيكون معدل تركيز الدعم أقل من 100%.
إن هدف العديد من الشركات هو زيادة معدل تركيز دعم عملائها لها إلى 100% (أي جعلها علاقة حصرية). بينما تضع بعض الشركات أهدافًا مختلفة لمعدل تركيز الدعم لفئات متنوعة من العملاء. وهذا يعكس حقيقة أن بعض أنواع العملاء يدّرون على الشركات أرباحًا أكثر من غيرهم.
يشبه الأمر حصة السوق إلى حدٍ كبير. ففي حين تصف حصة السوق النسبة المئوية لجميع العملاء الذين يدعمون شركةً ما بالنسبة لمجموع العملاء الذين يدعمون هذه الصناعة ككل، يصف معدل تركيز الدعم نسبة ما يقدمه عميل واحد للشركة من دعم بالنسبة لما ينفقه هذا العميل في هذه الصناعة. وهكذا تكون الحصة في السوق هي الصيغة الإجمالية أو العامة لمعدل تركيز الدعم. أو بدلاً من ذلك تركيز الدعم هو المعادل المصغر للحصة في السوق.